# 玛伊·舍瓦尔
玛伊·舍瓦尔（瑞典語：Maj Sjöwall，1935年9月25日—2020年4月29日），瑞典作家、马克思主义者。主要作品为《大笑的警察》，1971年曾获得爱伦·坡奖。